# Korekta tekstu
Korekta tekstu – w ujęciu historycznym oznaczenie błędów składu zecerskiego na odbitkach próbnych (zwanych korektorskimi), za pomocą znormalizowanych znaków korektorskich; czynność poprawiania błędów w składzie zecerskim:
- autorskie wprowadzenie poprawek przez autora;
- poprawianie błędów i usterek stylistycznych;
- szpaltowa korekta przeczytana i poprawiona w szpaltach;
- techniczne wyznaczenie i poprawienie błędów technicznych składacza;
- w arkuszach poprawienie błędów na odbitkach przełamanych kolumn;
- własna (domowa) pierwsza korekta przeprowadzona przez korektora drukarni.

## Korekta cyfrowa
Sprawdzanie pisowni jest powszechne od czasu pojawienia się dokumentów cyfrowych. Sprawdzanie gramatyki jest dostępne w programie Microsoft Word od 1992 roku.
Oprogramowanie do sprawdzania nie jest powszechne od 2020 r., ale może pomóc w znajdowaniu i poprawianiu błędów.
- hemingway
- ginger
- plagiarismsearch

Porównanie dokumentów w Libreoffice, rozgałęzianie w git i łączenie w 4 oknach w vimdiff może pomóc w scalaniu wielu asynchronicznych wersji. Jednoczesne edytowanie, takie jak dokumenty Google docs, pozwala uniknąć konfliktów wersji i umożliwia zdalne przeglądanie na żywo. Istnieją również komercyjni korektorzy, których można znaleźć w Internecie. To oferuje sprawdzanie gramatyki, sprawdzanie pisowni, sprawdzanie plagiatu i sprawdzanie interpunkcji.